# Martí Cabús i Matamala
Martí Cabús i Matamala (el Masnou, Maresme, 1902 - després de juny de 1987) va ser compositor, violinista i director de l'Orfeó Masnoví entre 1928 i 1934.
Era fill de Martí Cabús i Estaper, un ric propietari amb terres a Alella, i d'Assumpció Matamala Boncompte, de Castellserà. Obtingué el títol de professor de violí i la Medalla d'or de la barcelonina acadèmia de Pere Jofre el 1918 i perfeccionà violí amb el concertista Joan Massià. En el primer concert com a violista tocà amb la seva germana Roser tocant el piano, el 1918. El 1925 ensenyava a l'Acadèmia Albéniz i posteriorment estigué vinculat, o dirigí, l'editora discogràfica "Delfos" (1931). Amb els músics Joan Farrarons, Claudi Agell i Sants Sagrera formà el "Quartet de corda de Barcelona" (1934-1936), amb què estrenà la seva peça Scherzo el 1934. També compongué la sardana Mediterrània, interpretada el 1929, i l'opereta La vencedora, en dos actes, amb llibret de Felipe Moreno (1933). Puntualment, va ser director music en la representació de l'opereta Sybill, dirigint una orquestra de trenta músics del Sindicat Musical de Catalunya.
El 1940 adquirí la històrica masia montgatina "Can Miquel Matas", originària del segle xvi, havia estat de Francesc Ferrer i Guàrdia, que li canvià el nom -però per pocs anys, perquè només en visqué sis més abans de ser executat- pel de "Mas Germinal". Després de la Guerra civil espanyola, es dedicà a la indústria tèxtil i registrà la patent d'una tricotadora. El 1947 encara feia de violinista solista a concerts.
El 1959 era president de la Federación de Importadores y Exportadores. Així mateix, presidí el Casino del Masnou des del 1951 i fins al 1959-60.
L'any 1926 es va casar amb Luisa Riquelme de Yarza, que va morir l'any 1987.